# インベブ
インベブ（InBev）は、かつて存在したベルギーのビール会社で、アンハイザー・ブッシュ・インベブの前身企業。本社の所在地はルーヴェン。ラテンアメリカ地区では清涼飲料市場に参入し、インベブは世界130か国で展開し、ビール業界では世界最大の規模を持っていた。

## 歴史
2004年にベルギーのインターブリュー（Interbrew）とブラジルのアンベヴ（AmBev）との合併により設立された。インターブリューは14世紀にルーヴェンにてデン・ホーレン（Den Horen）が設立したアルトワ醸造所が母体となった。一方アンベヴは1999年にブラーマ（Brahma）とアンタルチカ（Antarctica）が合併、さらにスコール（Skol）も合併して成立した。
2008年にバドワイザーブランドを持つアメリカ合衆国のアンハイザー・ブッシュを500億ドルで買収し、世界市場シェアの25％を占めるビールメーカーが誕生することになった。

## 主要ブランド
- アンタルチカ Antarctica
- スコール Skol
- ステラ・アルトワ Stella Artois
- ブラーマ Brahma
- ベックス Beck's
- レフ　Leffe
- ラバット　Labatt
- ジュピラー Jupiler

他多数のブランドをヨーロッパ、アジア、アングロアメリカ、ラテンアメリカに所有。